# Acusilas africanus
Acusilas africanus Simon, 1895 è un ragno appartenente al genere Acusilas della famiglia Araneidae.

## Etimologia
Non è ben chiara l'origine del nome del genere: forse deriva dal greco Ακουσίλαος Acusìlaos, storico e logografo greco del VI secolo a.C., di Argo, da alcuni menzionato fra i Sette Savi e citato da Platone nel Simposio.
Il nome proprio deriva dall'aggettivo latino africanus, che è proprio dell'Africa, ad indicarne l'areale.

## Caratteristiche
Finora maschi e femmine non sono stati rinvenuti insieme, ma alcune punte dell'embolo maschile rinvenute nei dotti copulatori delle femmine ne hanno consentito il riconoscimento.

### Femmine
Le femmine di A. africanus differiscono dalle altre del genere per la presenza di quattro lobi anteriori sul folium dorsale dell'opistosoma e per la membrana dell'epigino che è più lunga che larga e posteriormente più ampia. Condivide la forma triangolare dell'opistosoma con A. malaccensis ma il pattern dorsale è diverso e il colore della parte ventrale è grigio in A. africanus, mentre in A. malaccensis è arancione. L'epigino ha una piccola protuberanza anteriormente, un cerchio trasversale ristretto ed è privo di concavità.

#### Colorazione
La regione oculare è nera; il cefalotorace e lo sterno sono bruno giallognolo chiaro. Le zanne sono di color ambra scuro, i cheliceri giallognoli; le zampe hanno anulazioni poco accentuate di colore scuro. L'opistosoma è grigio chiaro, nel folium bordato di scuro.

### Maschi
I maschi si distinguono dalle altre specie di Acusilas nel presentare, sui pedipalpi, due lobi sul conduttore, il cymbium marrone scuro e la punta dell'embolo a forma di testa di freccia. Sul pedipalpo, il conduttore ha due lobi, dei quali quello anteriore è più ampio e sostiene la punta dell'embolo; quest'ultimo è lungo e ricurvo su sé stesso..

#### Colorazione
Hanno anelli neri intorno agli occhi; il cefalotorace, i cheliceri e lo sterno sono marrone scuro. Quest'ultimo ha una striscia mediana con leggere macchie fra le coxae. Le zampe sono marrone chiaro, il primo e secondo paio più scuri ventralmente, il terzo e il quarto con leggere anulazioni.

## Dimensioni
| Parti        |                                  |                                  |
| ------------ | -------------------------------- | -------------------------------- |
| legspan      | 2,02-2,76                        | 8,54-13,66                       |
| Cefalotorace | 1,02-1,36 lungo; 0,65-0,9 largo  | 4,51-5,2 lungo; 3,3-3,7 largo    |
| Opistosoma   | 1,15-1,52 lungo; 0,6-1,21 largo  | 4,88-8,17 lungo; 3,54-5,49 largo |
| Sterno       | 0,49-0,56 lungo; 0,42-0,57 largo | 1,72-2,01 lungo; 1,54-1,88 largo |

Tutte le misure sono espresse in millimetri
1. ↑  lunghezza del corpo comprese le zampe

## Parametri oculari
| Parametri oculari |                     |                     |
| ----------------- | ------------------- | ------------------- |
| AME:ALE:PME:PLE   | 0,12:0,06:0,09:0,08 | 0,28:0,14:0,28:0,25 |
| AME-AME           | 0,12                | 0,18                |
| AME-ALE           | 0,02                | 0,10                |
| PME-PME           | 0,12                | 0,20                |
| PER               | 0,48                | 1,40                |
| MOQ-AW            | 0,30                | 0,63                |
| MOQ-PW            | 0,28                | 0,68                |

1. ↑  rapporto fra i diametri degli occhi: AME=occhi mediani anteriori; ALE:Occhi laterali anteriori; PME=occhi mediani posteriori; PLE=Occhi laterali posteriori
2. ↑  le misure qui descritte sono in millimetri oppure in semplici rapporti di proporzione
3. ↑  distanze interoculari fra gli occhi mediani anteriori
4. ↑  le misure qui descritte sono in millimetri o in proporzione ad un ben noto diametro
5. ↑  distanze interoculari fra gli occhi mediani anteriori e quelli laterali anteriori
6. ↑  distanze interoculari fra gli occhi mediani posteriori
7. ↑  seconda linea di occhi deputati alla visione frontale, superiore e laterale
8. ↑  le misure qui descritte sono in millimetri o in proporzione ad un ben noto diametro
9. ↑  distanze in vista anteriore del quadrilatero oculare centrale
10. ↑  distanze in vista posteriore del quadrilatero oculare centrale

## Misure delle zampe
| Segmento  | I    | II   | III  | IV   | Pedip. |
| --------- | ---- | ---- | ---- | ---- | ------ |
| Femore    | 0,76 | 0,70 | 0,48 | 0,66 | 0,3    |
| Patella   | 0,38 | 0,34 | 0,24 | 0,32 | 0,09   |
| Tibia     | 0,52 | 0,44 | 0,24 | 0,44 |        |
| Metatarso | 0,42 | 0,38 | 0,26 | 0,39 |        |
| Tarso     | 0,37 | 0,34 | 0,24 | 0,31 |        |
| TOTALE    | 2,45 | 2,20 | 1,46 | 2,12 | 0,39   |

Maschio: tutte le misure sono espresse in millimetri
| Segmento  | I     | II    | III  | IV    | Pedip. |
| --------- | ----- | ----- | ---- | ----- | ------ |
| Femore    | 3,97  | 3,66  | 2,54 | 3,77  | 1,46   |
| Patella   | 1,86  | 1,84  | 1,36 | 1,89  | 0,74   |
| Tibia     | 3,04  | 2,65  | 1,67 | 2,91  | 0,98   |
| Metatarso | 2,94  | 2,65  | 1,52 | 2,98  |        |
| Tarso     | 1,23  | 1,18  | 0,93 | 0,96  | 1,48   |
| TOTALE    | 13,04 | 11,98 | 8,02 | 12,51 | 4,66   |

Femmina: tutte le misure sono espresse in millimetri

## Habitat
Gli esemplari sono stati raccolti in ambiente di foresta pluviale fino all'altitudine di 1000 metri.

## Comportamento
Durante l'accoppiamento l'embolo si stacca e rimane nei dotti copulatori dell'epigino femminile, agendo quindi da tappo nei riguardi di ulteriori accoppiamenti. Tutte le femmine esaminate avevano rotto gli emboli rimasti conficcati nei loro epigini.

## Distribuzione
Sono stati rinvenuti e studiati vari esemplari, per lo più femmine, provenienti dal Camerun, dalla Sierra Leone, dal Gabon, dalla Repubblica Democratica del Congo, Guinea Equatoriale e Tanzania.

## Tassonomia
Al 2013 non sono note sottospecie.